# Aki (krater marsjański)
Ajon – małej wielkości krater uderzeniowy na Marsie o średnicy 8,1 km. Znajduje się na półkuli południowej i zachodniej. W 1979 roku nazwany na cześć japońskiego miasta Aki.